# キラキラ空港
キラキラ空港は、ソロモン諸島マキラ島キラキラにある空港。ンゴランゴラ飛行場としても知られ、1950年代後半に建設された。

## 就航路線
| 航空会社     | 就航地               |
| ------------ | -------------------- |
| ソロモン航空 | ホニアラ, サンタアナ |